# Křepenice
Křepenice (en allemand : Kschepenitz) est une commune du district de Příbram, dans la région de Bohême-Centrale, en République tchèque. Sa population s'élevait à 181 habitants en 2020.

## Géographie
Křepenice se trouve à 11 km au sud-sud-est de Nový Knín, à 26 km à l'est de Příbram et à 42 km au sud de Prague.

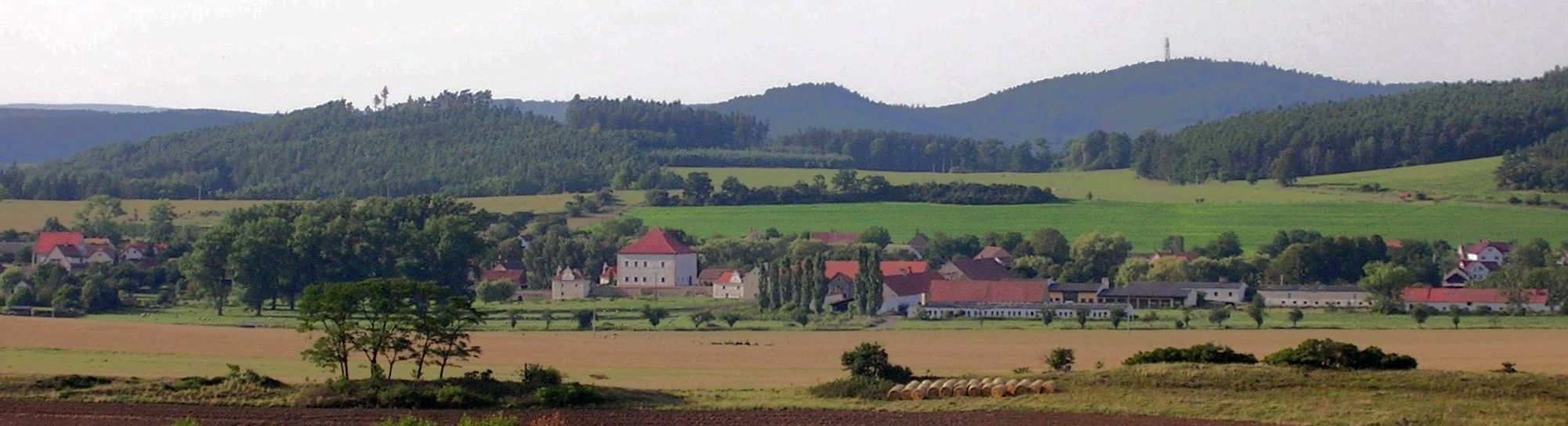
Vue générale.

La commune est limitée par Borotice au nord, par Nalžovice à l'est, par Dublovice au sud et au sud-ouest, et par Županovice à l'ouest.

## Histoire
La première mention écrite de la localité date de 1045.

## Transports
Par la route, Křepenice se trouve à 9 km de Sedlčany, à 33 km de Příbram et à 53 km du centre de Prague.